# L'Éducation sentimentale

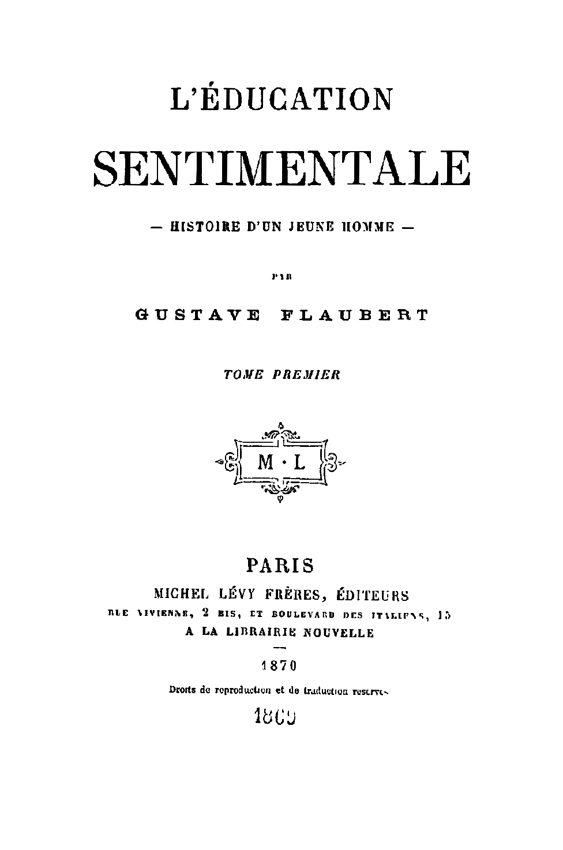
Voorblad editie 1869

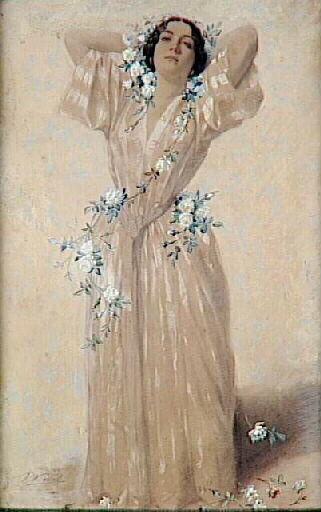
Madame Sabatier, courtisane, die model stond voor Rosanette

L'Éducation sentimentale, Nederlands: De leerschool der liefde, is de laatste voltooide roman van Gustave Flaubert, verschenen in 1869. De laatste Nederlandse vertaling door Hans van Pinxteren stamt uit 1991.

## Intrige
De roman vertelt, tegen de achtergrond van de revolutionaire periode van rond 1848, het enigszins autobiografische verhaal van een jonge man, de provinciaal Frédéric Moreau, en zijn liefde voor de wat oudere, getrouwde en onbereikbare mevrouw Arnoux. Hij verspeelt de diverse kansen die zich voordoen op een reële toenadering en blijft hangen in een zweverige droom van ideale liefde, die hem uiteindelijk volledig vervult en verlamt. Ondertussen beleeft hij diverse andere liefdesavonturen: met de salonhoudster Rosanette (bij wie hij in zekere zin troost vindt en met wie hij een zoontje krijgt dat kort na geboorte ook weer overlijdt), met de vrouw van de puissant rijke speculant Dambreuse (die hij na diens plotselinge overlijden huwt), met zijn oude buurmeisje Louise Roque (die van kindsbeen af verliefd op hem is, lang door hem aan het lijntje wordt gehouden, maar uiteindelijk trouwt met zijn vriend Deslauriers). Frédéric vindt uiteindelijk in geen van deze andere liefdes echte voldoening. De verstoorde relaties tussen de diverse hoofdpersonen worden door Flaubert met groot psychologisch inzicht uitgewerkt. Met name de karaktertekening van de vrouwelijke hoofdpersonen, de wat ingetogen madame Arnoux en de meer losbandige Rosanette als haar tegenspeelster, is van uitzonderlijk niveau.
In het voorlaatste hoofdstuk, wanneer Frédéric en mevrouw Arnoux elkaar in 1867 na vijftien jaar opnieuw ontmoeten, spreken ze tegen elkaar in de verleden toekomende tijd: de tijd van de toekomst die eens mogelijk leek maar inmiddels verleden tijd is. Het zal hun laatste ontmoeting blijken. In het laatste hoofdstuk verzoent Frédéric zich met zijn vriend Deslauriers (inmiddels verlaten door Louise Roque, zo goed als ook Frédéric en mevrouw Dambreuse uit elkaar zijn). Ze halen herinneringen op en concluderen dat ze uiteindelijk niets hebben bereikt, geen van hun oude idealen hebben verwezenlijkt, noch in de liefde, noch in hun streven naar macht. Deze laatste twee hoofdstukken, een soort dubbele epiloog, typeren de onderhuidse tragiek van het werk. Vertaler Hans van Pinxteren schrijft in zijn nawoord bij de Nederlandse uitgave uit 1991: 'Ook al heeft Frédérics liefde tot dan toe centraal gestaan in de roman, na een interval van 15-16 jaar blijkt dat de verglijdende tijd - met haar uithollende tijd op ambities en idealen - het eigenlijke hoofdthema van het werk is'.

## Duiding en waardering
De titel suggereert dat L'Éducation sentimentale een soort van bildungsroman zou zijn, maar duidelijk wordt dat er noch voor Frédéric, noch voor de lezer iets valt te “leren”. Als verhaal is het boek enigszins onsamenhangend, met onduidelijk gemotiveerde episoden en zonder duidelijke verbanden tussen de diverse daden en handelingen. Het werk wordt uiteindelijk vooral bijeengehouden door de zinloosheid van alles; alleen de tijd (het ouder worden) geeft eenheid en neemt uiteindelijk alle beslissingen.
Flaubert verwerkte in dit boek zijn obsessieve liefde voor Elisa Schlésinger, die hij ontmoette toen hij 15 jaar was.
Bij verschijning had de “burgerlijke” kritiek moeite met het quasi-nihilistische karakter van het boek. Tegenwoordig wordt het, samen met Madame Bovary, algemeen beschouwd als Flauberts meesterwerk en een der hoogtepunten uit de wereldliteratuur. L'Éducation sentimentale werd geprezen door Jean-Paul Sartre. In 2002 werd het boek gekozen in de lijst met belangrijkste boeken uit de wereldliteratuur door de Zweedse Academie.